# Carsten Wolters
Carsten Wolters (25 luglio 1969) è un ex calciatore tedesco.

## Carriera
Ha giocato per tre anni nel Wattenscheid 09, prima di passare nel 1995 al Borussia Dortmund. Rimane in giallonero per poco più di un anno nel quale contribuisce alla vittoria della Bundesliga 1995-1996 e in seguito della Supercoppa di Germania 1996 (segnando un gol nella finale); poco dopo si trasferisce al Duisburg di cui diventa una bandiera rimanendovi per 12 anni fino al termine della sua carriera.

## Palmarès
- Campionato tedesco: 1

Borussia Dortmund: 1995-1996
- Supercoppa di Germania:

Borussia Dortmund: 1996